# 大宰府

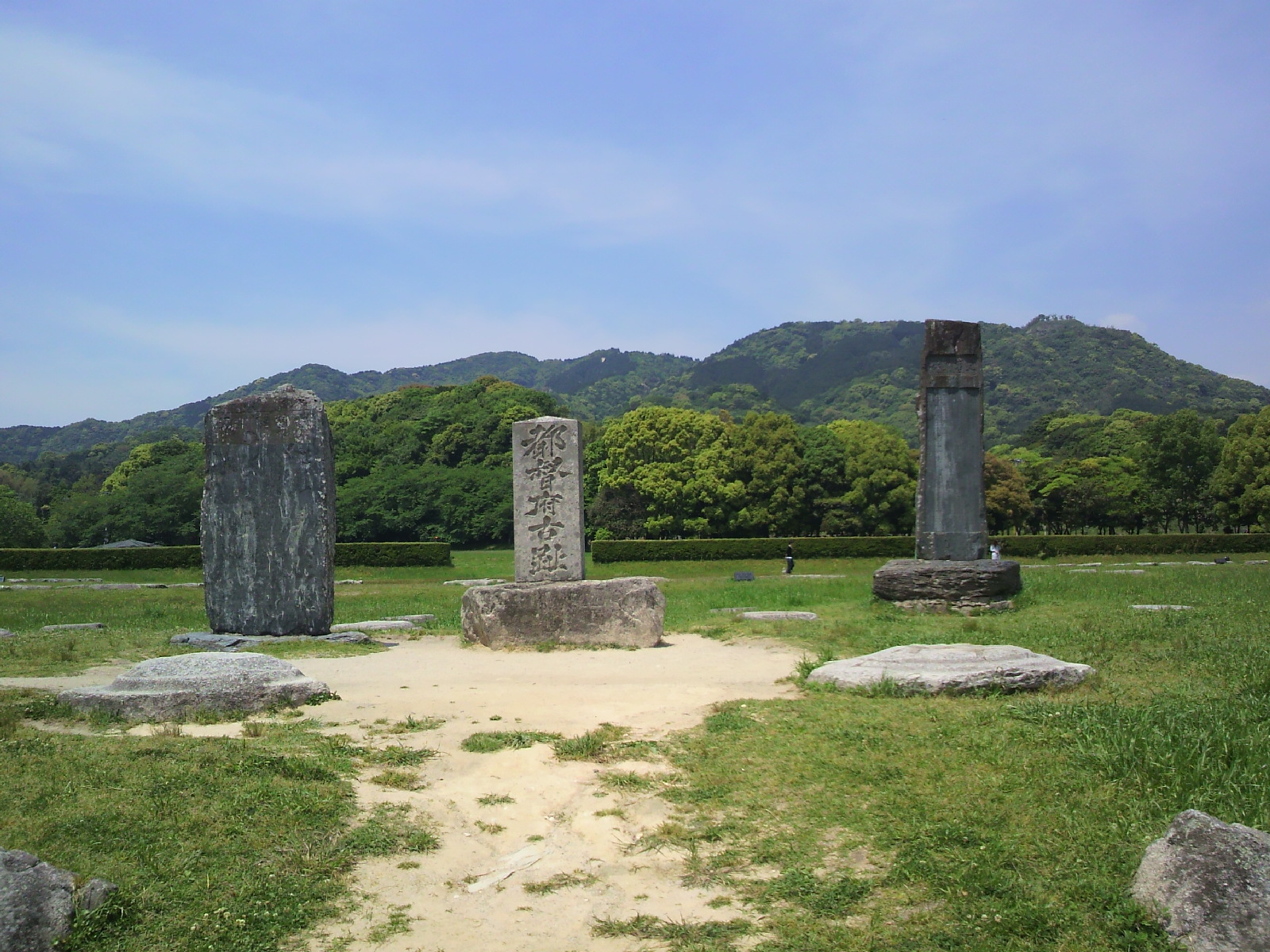
正殿跡（都府楼跡石碑）

大宰府（だざいふ）は、7世紀後半に、九州の筑前国に設置された地方行政機関。軍事・外交を主任務とし、九州地方の内政も担当した。和名は「おほ みこともち の つかさ」とされる。なお多くの史書では太宰府とも記される。政庁の中心は現在の福岡県太宰府市・筑紫野市にあたり、国の特別史跡に指定されている。

## 概要

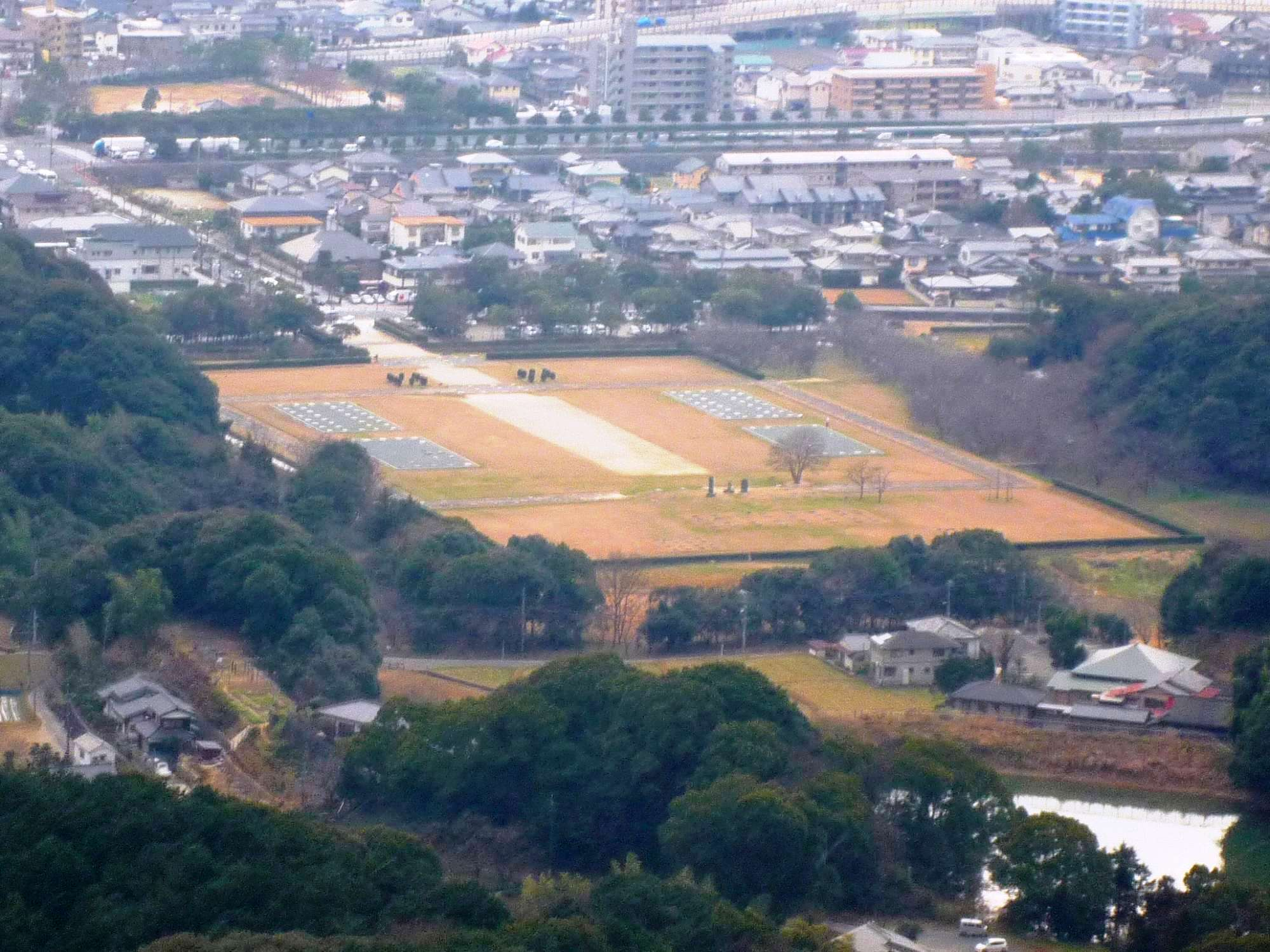
北へ約3kmの岩屋山（標高281m）からの遠景

役職としての大宰（おほ みこともち）・大宰帥は、外交・軍事上重要な地域に置かれ、数か国程度の広い地域を統治する地方行政長官である。九州筑紫には筑紫大宰が置かれた。「総令」・「総領」などとも呼ばれる。
吉備国にも大宰が置かれた記録は在るものの、一般的に「大宰府」と言えば九州筑紫のそれを指すと考えてよい。
平城宮木簡には「筑紫大宰」、平城宮・長岡京木簡には「大宰府」と表記されており、歴史的用語としては機関名である「大宰府」という表記を用いる。都市名や菅原道真を祀る神社（太宰府天満宮）では「太宰府」という表記を用いる。「宰府」と略すこともある。
長官である大宰帥（だざいのそち）を唐名で都督と呼んだことから、唐名は、「都督府」であり、現在、史跡を「都府楼跡」（とふろうあと）あるいは「都督府古址」（ととくふこし）などと呼称することも多い。
外交と防衛を主任務とすると共に、筑前、筑後、豊前、豊後、肥前、肥後、日向、薩摩、大隅からなる西海道9国と壱岐、対馬、多禰（現在の大隅諸島。弘仁15年/天長元年（824年）に大隅に編入）の三島については、掾（じょう）以下の人事や四度使の監査などの行政・司法を所管した。与えられた権限の大きさから、「遠の朝廷（とおのみかど）」とも呼ばれる。
軍事面としては、その管轄下に防人を統括する防人司、主船司を置き、西辺国境の防備を担っていた。西海道諸国の牧から軍馬を集めて管理する権限を有していた。
外交面では、北九州が古来中国の王朝や朝鮮半島などとの交流の玄関的機能を果たしていたという背景もあり、海外使節を接待するための迎賓館である鴻臚館（こうろかん）が那津（現在の博多湾）の沿岸に置かれた。

## 区画
想定範囲は、現在の太宰府市および筑紫野市に当たる。遺跡 は国の特別史跡。
面積は約25万4000平方メートル、甲子園の約6.4倍である。
主な建物として政庁、学校、蔵司、税司、薬司、匠司、修理器仗所、客館、兵馬所、主厨司、主船所、警固所、大野城司、貢上染物所、作紙などがあったとされる。しかし、遺跡が確認されたものは少ない。
「大宰府跡」は1921年（大正10年）3月3日国の史跡に指定。1953年（昭和28年）3月31日、国の特別史跡に指定された。その後、1970年（昭和45年）、1974年（昭和49年）、2009年（平成21年）、2014年（平成26年）（3月と10月の2回）、2015年（平成27年）に追加指定が行われ、指定面積は320，235.91平方メートルである。政庁（都府楼）地区のほか、1キロメートルほど離れた客館跡（西日本鉄道二日市車両基地跡）も特別史跡大宰府跡に含まれている（2014年（平成26年）10月追加指定） 。
2015年（平成27年）4月24日、文化庁から「古代日本の『西の都』〜東アジアとの交流拠点〜」として日本遺産に認定される。2025年2月、地域活性化の取り組みが足りないという理由で認定が取り消された。自治体間の連携不足などが指摘されており、2021年度には「条件付き認定継続」状態になっていた。今回の取り消しにより「候補地域」に格下げされ、2026年度以降に再申請が可能となる。
交通には日田街道（宰府往還）があり、北は博多、南は豊国の日田に繋がっていた。さらに日田を起点として別府や日向国、肥国などと往来することができた。

## 職員
長官大宰帥（だざいのそち）は従三位相当官で、大納言・中納言級の政府高官が兼ねていたが、平安時代には親王が任命されて実際には赴任しないことが大半となり、次席である大宰権帥が実際の政務を取り仕切った。帥・権帥の任期は5年であった。また、この頃は、唐宋商船との私貿易の中心となった。
北部九州六国から徴発された西海道の仕丁は、大宰府に集結させられた。そのうち400人前後が大宰府官人の事力（じりき）となり、あるいは主船司等に配属された（『延喜式』民部下）。このほか観世音寺の造営のための駆使丁としても使役された（『続日本紀』和銅2年（709年）2月戊子条）。
四等官は、以下の通り。
- 帥 従三位 - 唐名: 都督、都督尹
権官: 権帥
- 弐（すけ）
  - 大弐（だいに） 正五位上 - 唐名: 都督長史、都督大卿
  - 少弐（しょうに） 従五位下 - 唐名: 都督司馬、都督小卿
- 監（じょう）  - 唐名: 都督録事、都督郎中、参軍事
  - 大監（だいげん・だいじょう） 正六位下
  - 少監（しょうげん） 従六位上
- 典（さかん）  - 唐名: 都督録事、都督主簿
  - 大典（だいてん・おおさかん） 正七位上
  - 少典（しょうてん） 正八位上

その他、令によると以下の官人が置かれ、その総数は約50名であった。
- 従六位下
  - 大判事
- 正七位上
  - 少判事
  - 大工
  - 防人正
- 正七位下
  - 主神
- 従七位下
  - 大宰博士
- 正八位上
  - 陰陽師
  - 医師
  - 算師
  - 少工
  - 防人祐
  - 主船
  - 主厨
- 大初位上
  - 判事大令史
- 大初位下
  - 判事少令史
  - 防人令史
- 史生

## 歴史

### 古代の国交の要衝
大陸外交や軍事拠点としての大宰府は、前身は三角縁神獣鏡などが出土する那珂遺跡群（福岡市）であったと考えられている。また、『魏志倭人伝』に見られる伊都国の一大率は、後の大宰府と良く似たシステムとして指摘されている。
大宰府の前面に築造された水城の築造は3層あり、放射性炭素年代測定により、最下層が西暦100年～300年頃、次の層は西暦300年～500年頃、最上層は西暦510年～730年頃となっている。
玄界灘沿岸は、弥生時代や古墳時代を通じてアジア大陸との窓口という交通の要衝であった。そのため、畿内を地盤とするヤマト政権が外交や朝鮮半島への軍事行動の要衝として、出先機関を設置することになった。
- 『日本書紀』宣化天皇元年（536年）条の「夫れ筑紫国は、とおくちかく朝（もう）で届（いた）る所、未来（ゆきき）の関門（せきと）にする所なり。（中略）官家（みやけ）を那津（なのつ、博多大津の古名）の口（ほとり）に脩（つく）り造（た）てよ」
- 同 崇峻天皇5年（593年）条の「駅馬を筑紫将軍の所に遣して曰はく」
- 同 推古天皇17年（609年）4月の条に「筑紫大宰（つくしのおほみこともち）、奏上して言さく」

などの記述が、大宰府がヤマト政権の出先機関として設置され存在した証拠と考えられる。
なお、推古天皇17年4月の条については、「大宰」の文字の初見とされる。

### 飛鳥時代
白村江の敗戦（663年）直後は防衛拠点を置くために、吉備大宰（天武天皇8年（679年））、周防総令（天武天皇14年（685年））、伊予総領（持統天皇3年（689年））などにも作られた。

### 大宝律令以降
大宝律令（701年）の施行とともに、筑紫大宰（九州）のみが残され、それ以外の大宰は廃止された。
7世紀に入ると、遣隋使小野妹子が隋の使者裴世清を伴って那津に着いた頃から、官家（みやけ）は、大陸や朝鮮半島からの使者の接待をも担うようになったと考えられる。また、同じ時期に聖徳太子の弟である来目皇子が新羅遠征を名目に九州に駐屯しており、両方の政策に関与していた聖徳太子が一族（上宮王家）を筑紫大宰に任じて、大宰の力を背景に九州各地に部民を設置して支配下に置いていったとする説がある。
筑紫大宰は九州全体の統治と外国使節の送迎などにあたったと考えられ、以後は大宰府に引き継がれていく。
斉明天皇6年（660年）百済が滅亡し、百済復興をかけて天智天皇2年（663年）8月唐・新羅連合軍と対峙した白村江の戦いで大敗した。
天智朝では、唐が倭へ攻め込んでくるのではないかという危惧から天智天皇3年（664年）、筑紫に大きな堤に水を貯えた水城（みずき）・小水城を造ったという。水城は、福岡平野の奥、御笠川に沿って、東西から山地が迫っている山裾の間を塞いだ施設であり、今もその遺跡が残っている。構造は、高さ14メートル、基底部の幅が約37メートルの土塁を造り、延長約1キロにわたる。また、翌年の天智天皇4年（665年）大宰府の北に大野城、南に基肄城などの城堡が建設されたとされた。
大化5年（649年）には「筑紫大宰帥」の記述があるほか、天智天皇から天武天皇にかけての時期にはほかに「筑紫率」「筑紫総領」などが確認でき、中央から王族や貴族が派遣されていたことを示すと考えられている。なお、「総領」の語が大化改新後に登場する言葉であることから、「筑紫総領」を「筑紫大宰」からの改称とみる説、「筑紫大宰」が官司名で「筑紫総領」をそれを率いた官職名とする説、大化改新後に「筑紫大宰」とは別に「筑紫総領」が設置され両者は職掌が分かれていたのが後に統合されて大宰府になったとする説などに分かれている（なお、「大宰」と「総領」両方の設置が確認できるのは、吉備国と筑紫国のみであったことも注目される）。
機関としては、天智天皇6年（667年）に「筑紫都督府」があり、同10年（671年）に初めて「筑紫大宰府」が見える。
この時代から、首都たる大和国（現在の奈良県）、延暦13年（794年）以降は山城国（現在の京都府南部）で失脚した貴族の左遷先と見なす事例が見え始める。大宰府に転任した藤原広嗣が天平12年（740年）に起こした反乱も、首都から遠ざけられたことを恨んだためである。
反乱の影響で大宰府は天平14年（742年）1月にいったん廃止され、行政機能は筑前国司に、軍事機能は天平15年（743年）12月に筑紫に設置された鎮西府に移管された。しかし、天平17年（745年）6月に復活させている。

### 平安時代
その後、平安時代に入ると大宰府の権限が強化され、大同元年（806年）2月に大宰大弐の官位相当が正五位上から従四位下に引き上げられ（『日本後紀』）、弘仁元年（810年）には大宰権帥が初めて設置された。天慶4年（941年）天慶の乱（藤原純友の乱）で陥落、府庁は一度焼失したと考えられている。大宰権帥の橘公頼が対抗したとする伝承が伝えられているが、実際には純友が大宰府を攻撃する直前に病死している。
寛仁3年（1019年）に発生した刀伊の入寇に伴い、大宰府官や東国武士団が九州に入り活躍、鎮西平氏や薩摩平氏などとして周辺の肥前や南九州に割拠し始める。一例として大宰大監であった平季基による、後年日本最大の荘園となる島津荘の開拓が挙げられる。
平安時代後期になると、「大府」「宰府」という異名も登場する。ただし、12世紀に入ると、「大府」は名目のみの存在となった大宰帥に代わって責任者の地位にありながら実際には遥任の形態で京都で政務を執った大宰権帥や大宰大弐を、「宰府」は大宰府の現地機構を指すようになった。大宰権帥や大宰大弐が現地機構に対して発した命令を大府宣、反対に現地機構からの上申書を宰府解（大宰府解・宰府申状）と呼んだ。
交易面でも大宰府の重要性が増し、10世紀から13世紀まで日宋貿易、これと並行して朝鮮や南島との貿易も盛んとなった。1080年（承暦4年頃）の大宰府解に『商人の高麗に往反するは，古今の例也』とあるとおり、朝廷がこれを積極的に統制しなかった。
保元3年（1158年）に平清盛が大宰大弐に就任（赴任せず）。1166年には弟の平頼盛が大宰府に赴任する。平氏政権の基盤の一つとなった日宋貿易の統制のため、やがて北九州での政治的中心地は、大宰府から20キロメートル北の博多（福岡市）へ移る。
宋・明州（江省寧波市一帯）の長官と後白河法皇と平良盛との間で「公式」な交易関係が結ばれ、貿易が隆盛を極めるとともに、古来の渡海制・年紀制などの律令制以来の国家による貿易統制が形骸化していくことに繋がった。これにより鎌倉時代に至るまで大宰府権門は直接的な交易実益を喪い没落、名誉職としての大宰権帥としての権威付け及び有力国人が権帥、大弐への就任する形態に遷移していく。1173年（承安3年）には摂津国福原の外港にあたる大輪田泊（現在の神戸港の一部）を拡張し、博多を素通りさせ、福原大輪田泊まで交易船が直輸した。
源平合戦期には平家武人が大宰府に一時落ち延びた。北九州に平定のため入国した天野遠景が文治2年（1186年）九州惣追捕使・鎮西奉行に補任され大宰府権門を掌握する。しかし10年ほど過ぎた後、天野は頼朝に解任され、鎌倉へ召喚された。
平安時代を通して大宰府現地官人の土着化、土豪化が進んだ。

### 鎌倉時代
治承・寿永の乱を経て鎌倉時代に入るまでに、古代以来の官舎としての大宰府は解体、廃絶したと考えられている。一方で、前述の中国や朝鮮、南島との貿易権益、さらに古代政庁以来の権威付けとしての「大宰府」は九州北部の有力国人に利用された。
嘉禄2年（1226年）、筑前・豊前・肥前守護で鎮西奉行の武藤資頼は大宰少弐に任じられ、以降代々の武藤氏は大宰少弐職を世襲して少弐氏と名乗る。鎌倉幕府により、大宰府には宰府守護所が置かれる。元寇における武功により、少弐氏は北部九州を代表する名族となる。その後博多に鎌倉幕府により鎮西探題が置かれた。南九州には島津氏が進出する。
役職としての「大宰権帥」や「大宰大弐」は広大な大宰府領や対外貿易の利益から経済的に魅力のあった地位であった。元寇前夜の文永8年（1271年）2月に、大宰権帥の地位を巡って吉田経俊と分家の中御門経任が争って最終的に後嵯峨上皇の側近であった経任が補任されたことを非難した同族の吉田経長の日記の中に経任が古代中国の富豪である陶朱のようになったと皮肉を込めて記している（『吉続記』文永8年2月2日（1271年3月14日）条）。
もっとも、こうした任命の裏には任命する天皇や上皇の側にも利点があり、大宰権帥退任後に修理職などの地位に任じられ、御所の造営や大嘗祭のような多額の費用のかかる行事の負担を命じられた。当然、大宰権帥に就いたことによる経済的利得はその負担を上回るものであったと推定される。

### 室町時代以降
建武期・南北朝時代の動乱に博多・大宰府周辺を含む九州一円が巻き込まれる。足利方・探題と、肥後国の南朝方征西府の菊池氏と戦いとなり、中央や足利氏、さらに少弐氏自身の内紛などで一時混迷するも、少弐氏も加わって大宰府を巡り一進一退の攻防となる（浦城の戦い　針摺原の戦いなど）。やがて幕府足利義満が今川貞世（了俊）を九州平定に派遣すると、少弐冬資が謀殺され、南朝方が連敗し駆逐されるなどした。やがて南北朝合一が成り、応永2年（1395年）に了俊が探題職を解任されると、一時的に少弐氏は大宰府を回復するが、戦国時代には大内氏に追われ少弐氏は滅亡。天文5年（1536年）には大内義隆が大宰大弐に就くも、大内氏自身が大寧寺の変により滅亡する。
太宰府天満宮（当時は安楽寺天満宮）の本殿が再建されるのは、時代が下って安土桃山時代の天正19年（1591年）、小早川隆景による。
幕末の政変で、公家五卿が安楽寺延寿王院に一時滞在した。大政奉還により京都に戻った。

## 発掘・調査

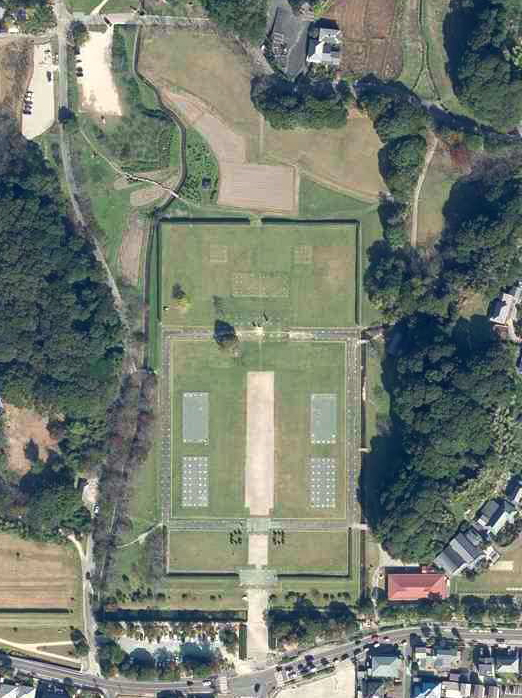
大宰府政庁地区の空中写真。

1968年（昭和43年）から学術調査が実施されるようになった。

### 政庁地区

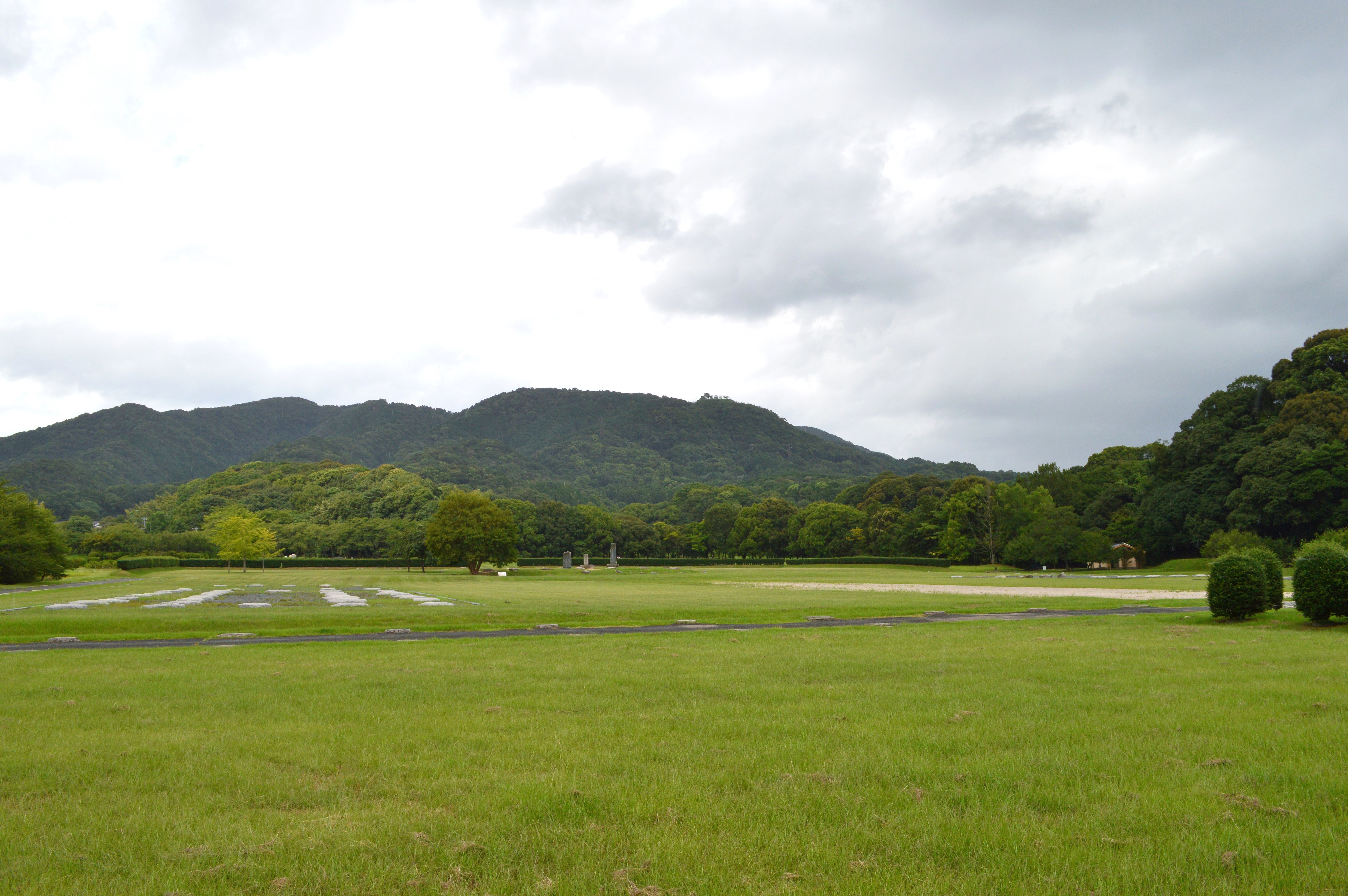
政庁跡全景
背後の山は四王寺山。

政庁地区の発掘調査は1943年（昭和18年）に行われたものを嚆矢とする。調査の結果、政庁地区においては3時期の遺構面が存在することが確かめられた。各遺構面の概要は下記のとおりである。
- 第1期 : 7世紀後半 - 8世紀初頭。大宰府政庁創建期（掘立柱建物群。古段階と新段階に細分される。）
- 第2期 : 8世紀初頭 - 10世紀中葉。朝堂院形式創建期（礎石建ち瓦葺き建物。政庁規模は、東西111.6メートル、南北188.4メートル、回廊規模は、東西111.1メートル、南北113.8メートル）
- 第3期 : 10世紀中葉 - 12世紀。朝堂院形式整備拡充期（礎石建ち瓦葺き建物）

政庁地区については、発掘調査以前には「現在見える礎石が創建時のもの」、「天慶4年（941年）の藤原純友の乱で焼亡した後は再建されなかった」、という考えが主流であった。前者の考えについては各遺構面が存在することによって否定され、後者については、第2期遺構面上に堆積する焼土層によって焼失の事実は証明されたものの、第3期の遺構がさらに規模を拡大して再建されていることが明らかとなり、現在では否定されている。
第1期から第2期への改築は、律令制度によって政府機関として確立したことに対応するものである。第3期は律令制度が弛緩している時期にあたるため、第2期より大規模な造作が行われていることに多くの研究者が驚かされたが、現在では、当時の政庁運営で中心的役割を担っていた在庁官人層の拡大に対応するものと理解されている。

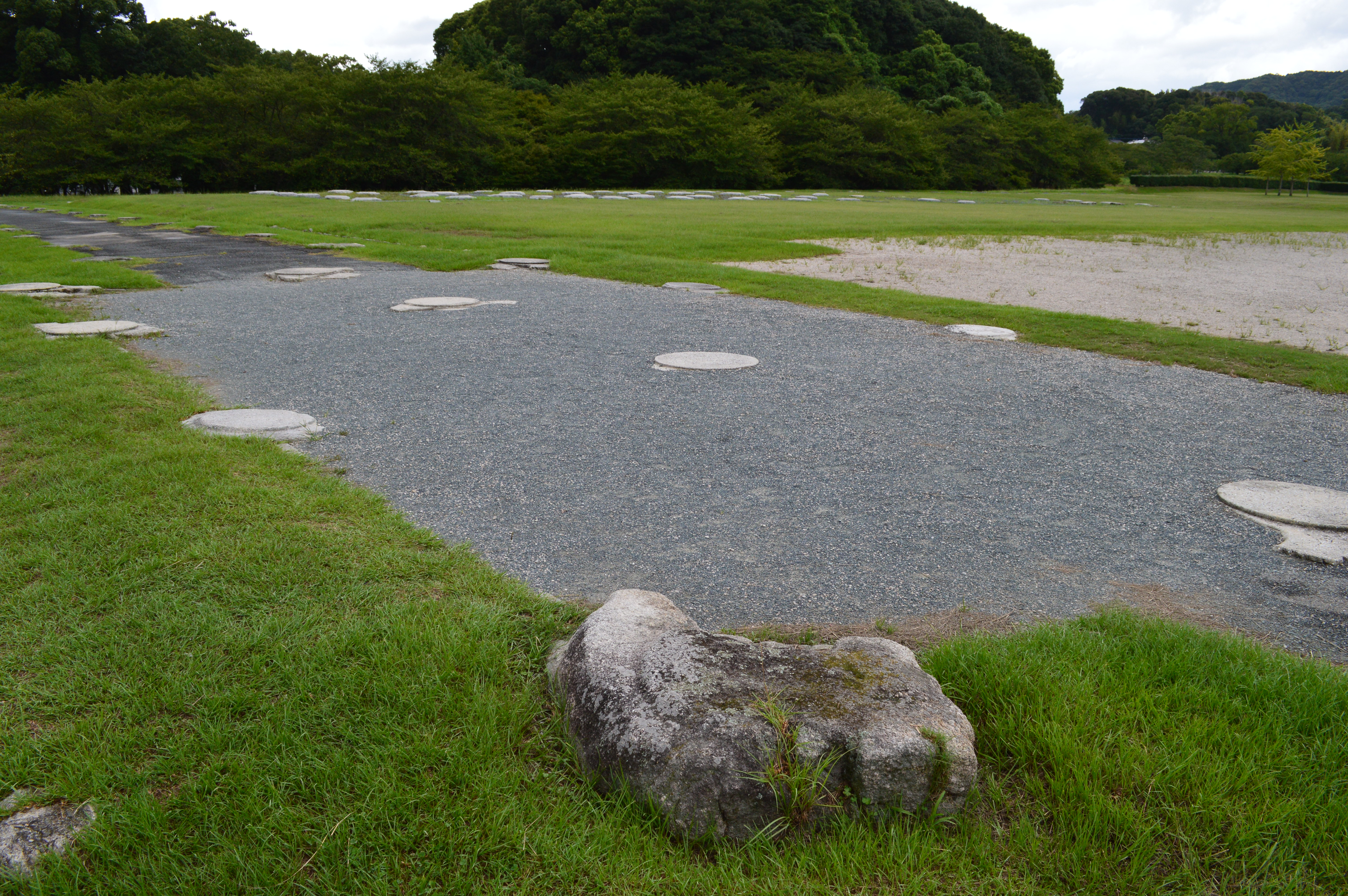
中門跡
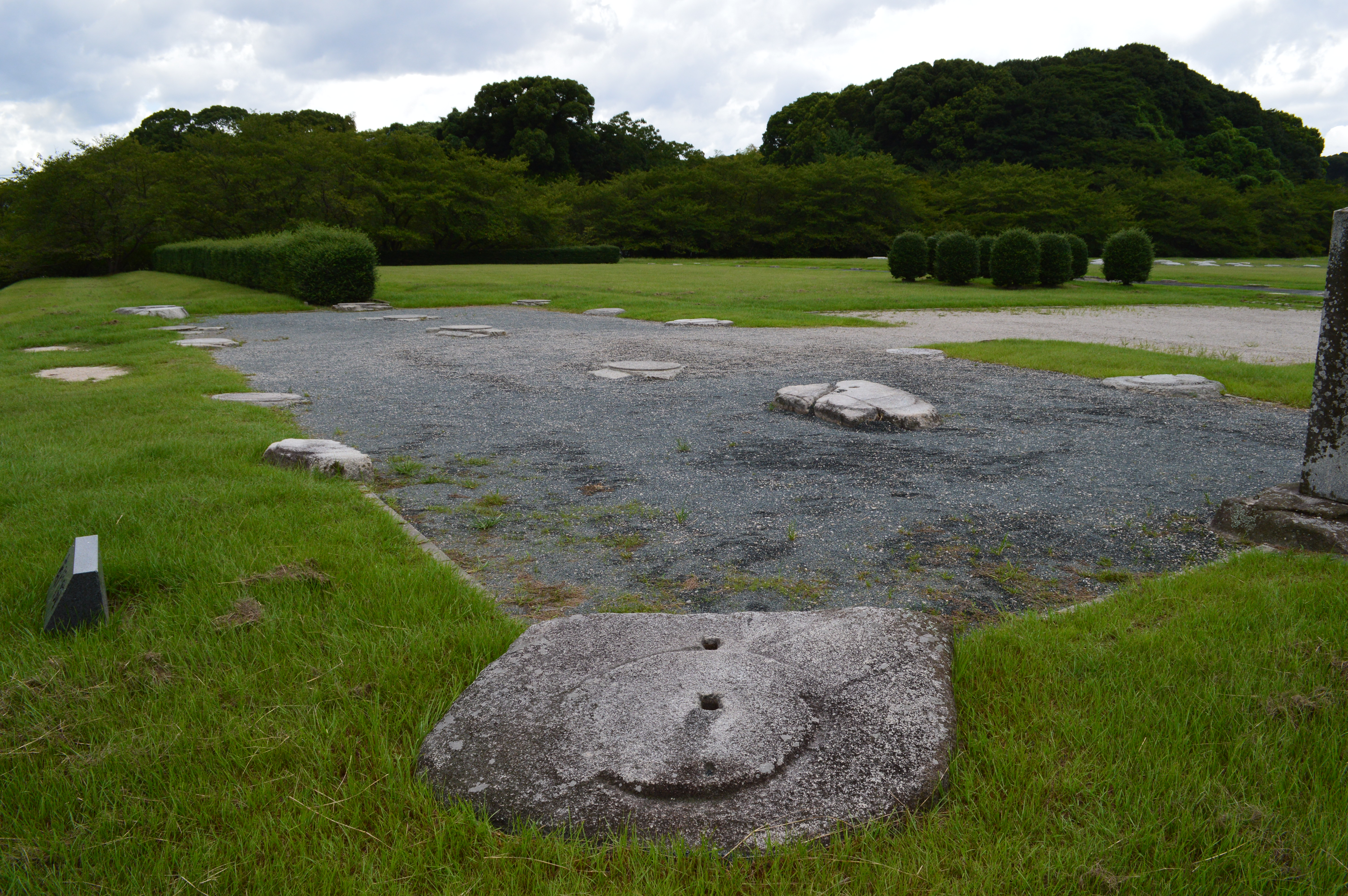
南門跡
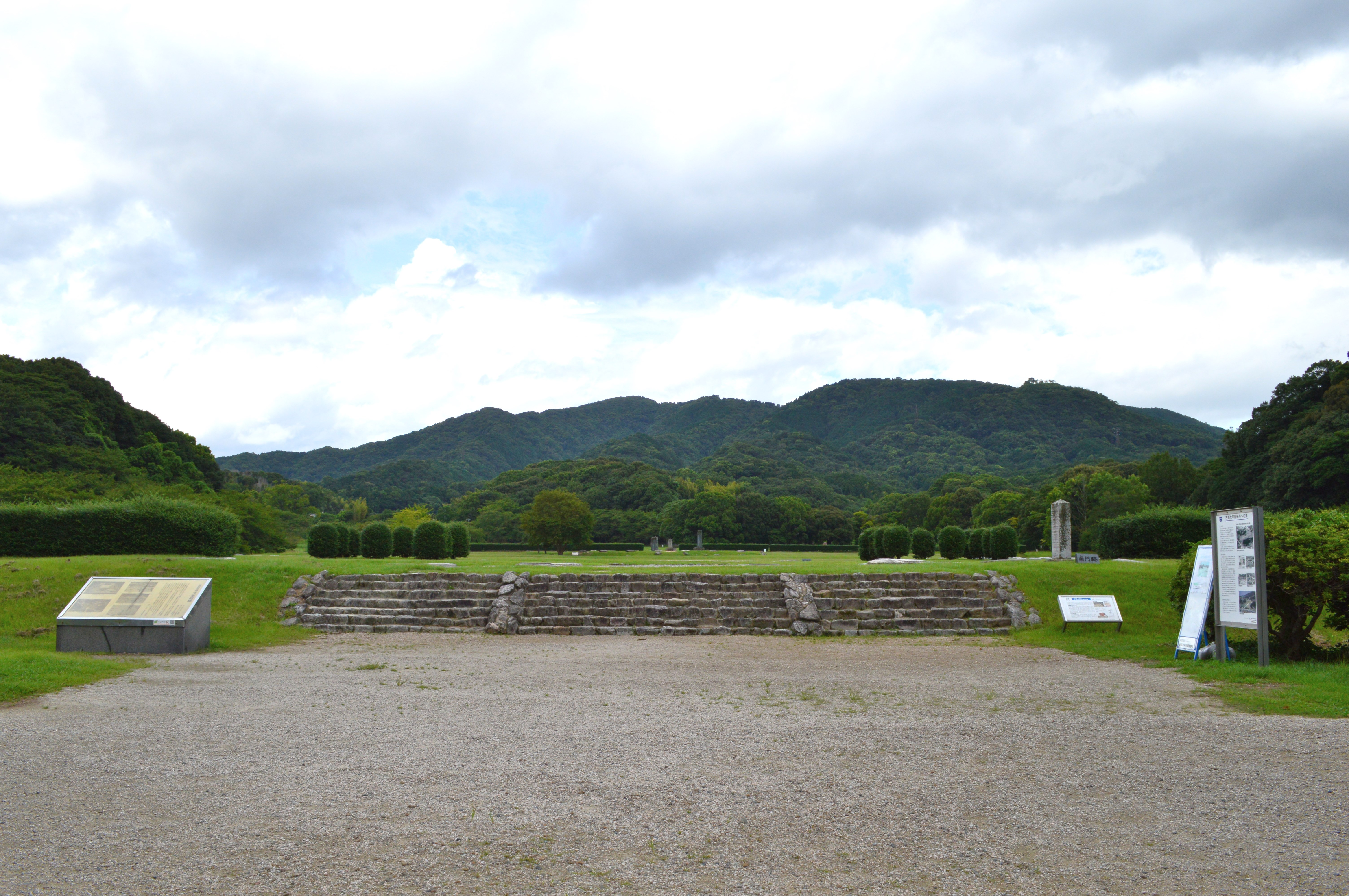
政庁跡正面

### 条坊制

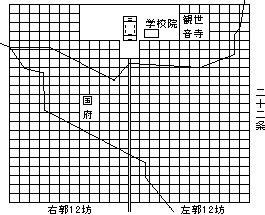
大宰府条坊復元図（九州大学宮本雅明案 を参考に作成）

大宰府に条坊制による街区が存在することを想定したのは、のちに九州大学教授となる鏡山猛が初めてで、1937年（昭和12年）のことである。鏡山は、政庁域を方四町、観世音寺域を方三町と推定した場合、両者の南辺を東西線上に一致させることができること、かつその場合の政庁東辺と観世音寺西辺の間が二町となることをもって、一町を単位とする造成企画の存在を想定し、その適用範囲を広げると周囲の道路や畦畔に合致するものが多いことを指摘。加えて観世音寺に伝わる古文書類に記された条坊呼称の分析から、東西各十二条、南北二十二条の、東西約2.6キロメートル、南北約2.4キロメートルに亘る条坊域を想定した。その実態は1930年代に存在していた道路や畦道に基づく「机上の復元案」といえるものであるが、大宰府の条坊の存在を指摘し、学界に注意を喚起したことは特筆される。鏡山案は現在もっとも知られているもので、一般向け図書やHPなどで紹介されている復元図はほとんどがこの鏡山案である。
その後、福岡県教育委員会、九州歴史資料館、太宰府市教育委員会、筑紫野市教育委員会によって条坊施工想定範囲内での発掘調査が断続的に行われており、現時点では下記のような成果を得ている。
1. 政庁第1期に対応する7世紀段階では、条坊の存在に結びつくような遺構は確認できない。
2. 政庁第2期に対応する8世紀段階において条坊に関連すると考えられる遺構は、政庁中央から南へ伸びる南北中央大路（地元では朱雀大路と呼ばれる）周辺を中心として存在する。これらの遺構は南北方向のものが顕著で、東西方向のものは少ないことから、整然とした条坊域が整備されていたのではない可能性もある。
3. 政庁第3期に対応する10世紀段階の条坊遺構は鏡山案の想定域に近い範囲に存在する。この段階での一区画は面積8反を基準としているらしい。区画溝などの遺構は11世紀後半から12世紀前半にかけて埋没し、条坊制による街区はこの頃に廃れたと考えられる。

こうした状況は、政治的中心の周囲に次第に都市が形成されていく過程と理解できる。
もはや鏡山案はそのままの形では成り立たない状況となっており、上記のような発掘成果を受けた新たな条坊復元案が金田章裕や井上信正などによって提示されている。
2006年（平成18年）4月20日、筑紫野市教委は、大宰府政庁跡の北端から約1.7キロメートル南で条坊の南端と推定される幅約8メートルの道路と側溝の遺構が見つかったと発表した。市教委は、この場所より南側ではほとんど遺構が発見されていないことなどを根拠として、この遺構を条坊の南端と推定している。
井上は、第一期大宰府政庁の条坊築造時期について7世紀末との説を発表したが、さらに観世音寺よりも条坊が先行する可能性も示している。観世音寺創建が7世紀後半とされることを考え合わせると、大宰府条坊築造時期はそれ以前ということになり、日本史上最古とされる藤原京条坊築造時期と同時期あるいはより古い可能性が出てくる。

### その他

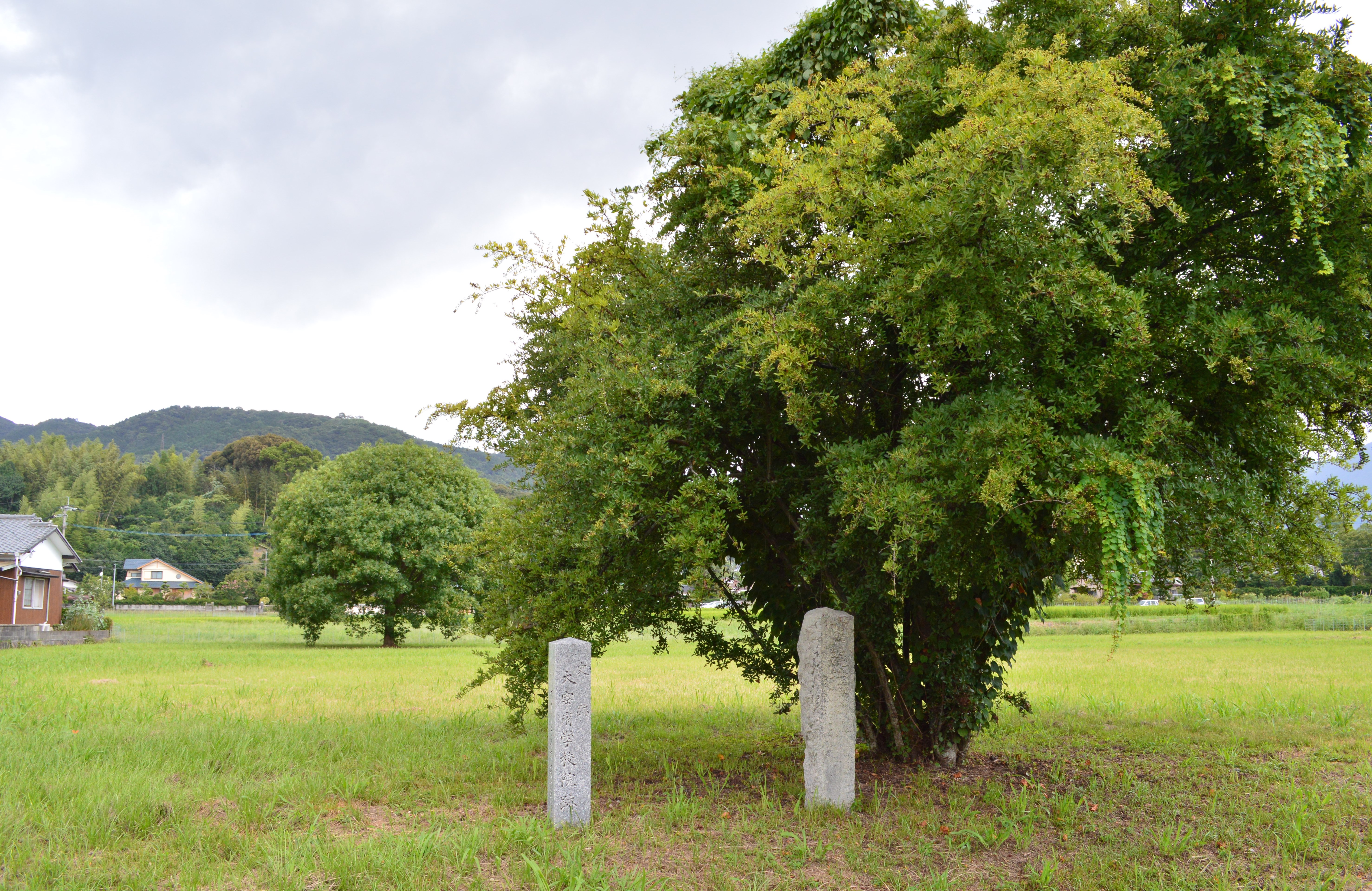
学校院跡
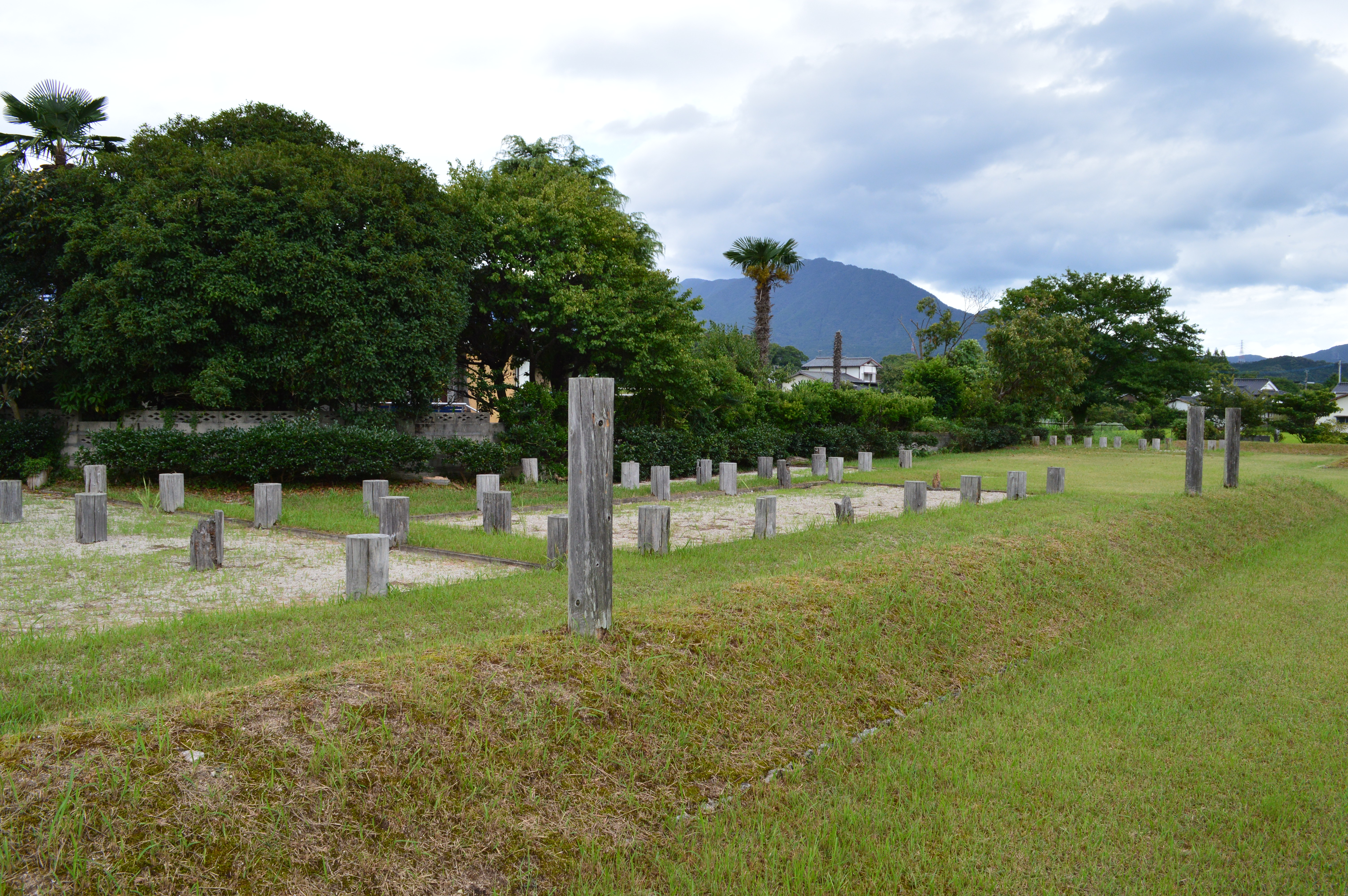
月山東地区官衙跡
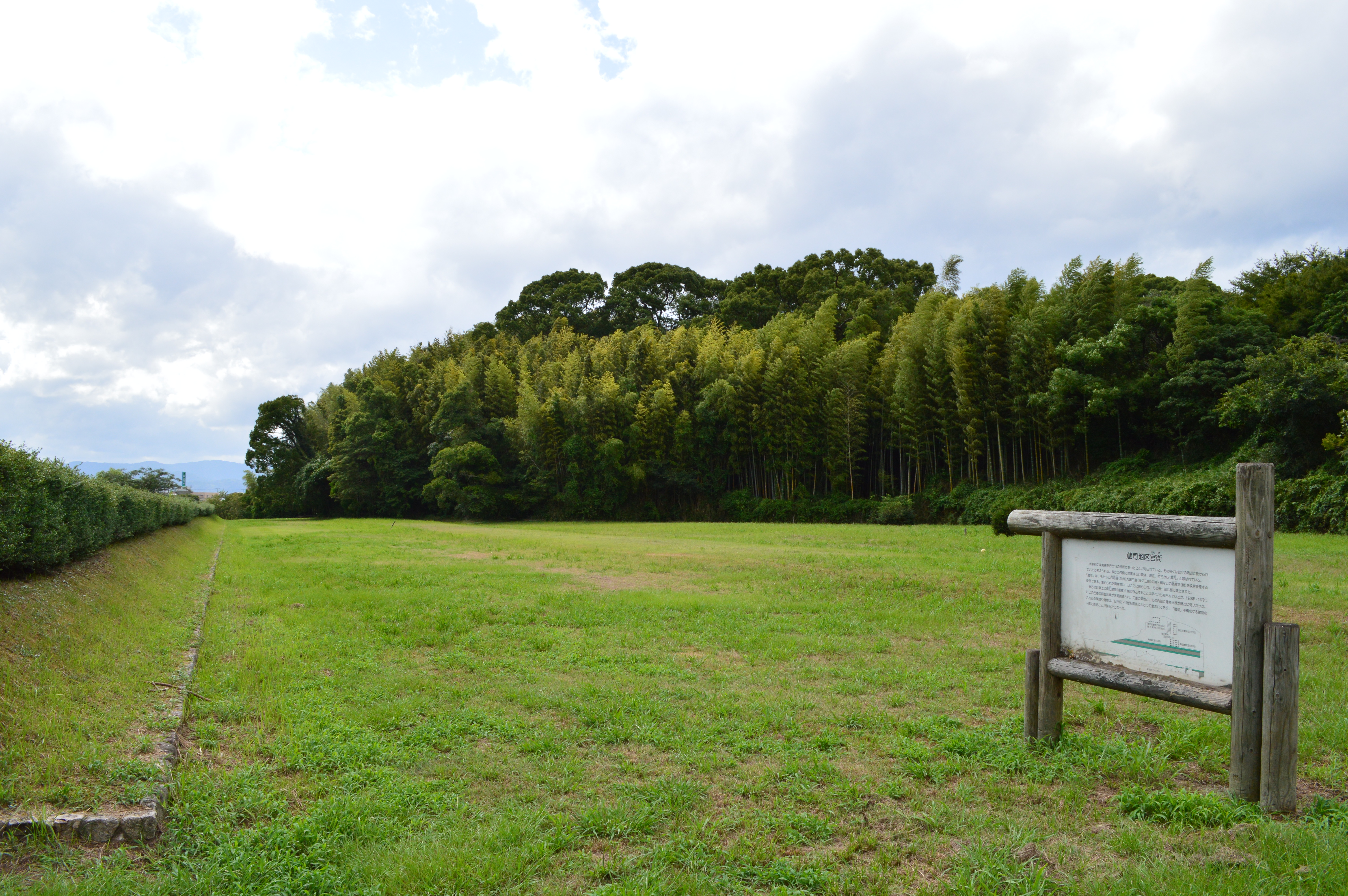
蔵司地区官衙跡

## 関係人物
- 藤原広嗣
- 吉備真備
- 大伴旅人（天智天皇4年（665年） - 天平3年（731年）） - 神亀5年（728年）から天平2年（730年）の晩年、大宰帥。大宰府へ赴任した直後に妻丹比郎女を失った。
- 大伴家持
- 大伴坂上郎女
- 山上憶良
- 小野岑守 - 大宰大弐として赴任中の弘仁14年（823年）に公営田の導入を建議、翌天長元年（824年）に多褹国を大隅国に編入した。
- 菅原道真 - 大宰員外帥として赴任するが、大宰府政庁には一度も登庁せず。
- 小野好古 - 天慶3年（940年）藤原純友の乱を鎮圧するために追捕山陽南海両道凶賊使長官として九州へ下向、大宰府にて純友を撃退。鎮圧後、天慶8年（945年）大宰大弐に任ぜられた。天徳4年（960年）従四位下（後に従三位）参議にして大宰大弐に再任（兼任）。康保4年（967年）致仕するまで務める。
- 藤原隆家 - 眼病治療のために自ら望んで大宰権帥として赴任。その後、刀伊の入寇に遭遇し、現地での陣頭指揮を執った。
- 橘公頼
- 平季基 - 大宰大監、万寿年間（1024年～1028年）に、後に日本最大の荘園となる島津荘を拓く。
- 高階成章 - 大宰大弐（天喜3年（1055年） - 天喜6年/康平元年（1058年））。「欲大弐」の綽名がある。妻は歌人の大弐三位。
- 藤原長房 - 大宰大弐（寛治6年（1092年） - 寛治8年/嘉保元年（1094年））。
- 平清盛 - 保元3年（1158年）、大宰大弐となる。
- 武藤資頼 - 嘉禄2年（1226年） - 嘉禄3年/安貞元年（1228年）、武士ながら大宰少弐に任ぜられ、少弐氏の祖となる。

## 異説・俗説
九州王朝説では、大宰府が、古代北九州王朝の首都（倭京）であったと主張している。しかし査読のある学術雑誌において九州王朝を肯定的に取り上げた学術論文は皆無であり、九州王朝説および関連する主張は科学的な根拠の欠如したいわゆる俗説に過ぎないとの強い指摘が、専門家によりなされている。一方で、大宰府には天子の居所であることを示す「紫宸殿」「朱雀」「内裏」といった地名が残っていること、山城である神籠石の分布が畿内ではなく大宰府を防衛していることが明らかであること、条坊築造時期が藤原京条坊築造時期より古い可能性があり、その場合、日本最古の条坊がなぜ大宰府に築造されたのかの合理的説明が難しいなど、一概に俗説に過ぎないと言い切れない面もある。

## 文化財

### 国の特別史跡
- 大宰府跡
1921年（大正10年）3月3日、国の史跡に指定[22]。
1953年（昭和28年）3月31日、国の特別史跡に指定。
1970年（昭和45年）9月21日・1974年（昭和49年）6月25日・2009年（平成21年）2月12日・2014年（平成26年）3月18日・2014年（平成26年）10月6日・2015年（平成27年）3月10日・2021年（令和3年）3月26日・2023年（令和5年）3月20日・2025年（令和7年）3月10日、史跡範囲の追加指定。

### 重要文化財（国指定）

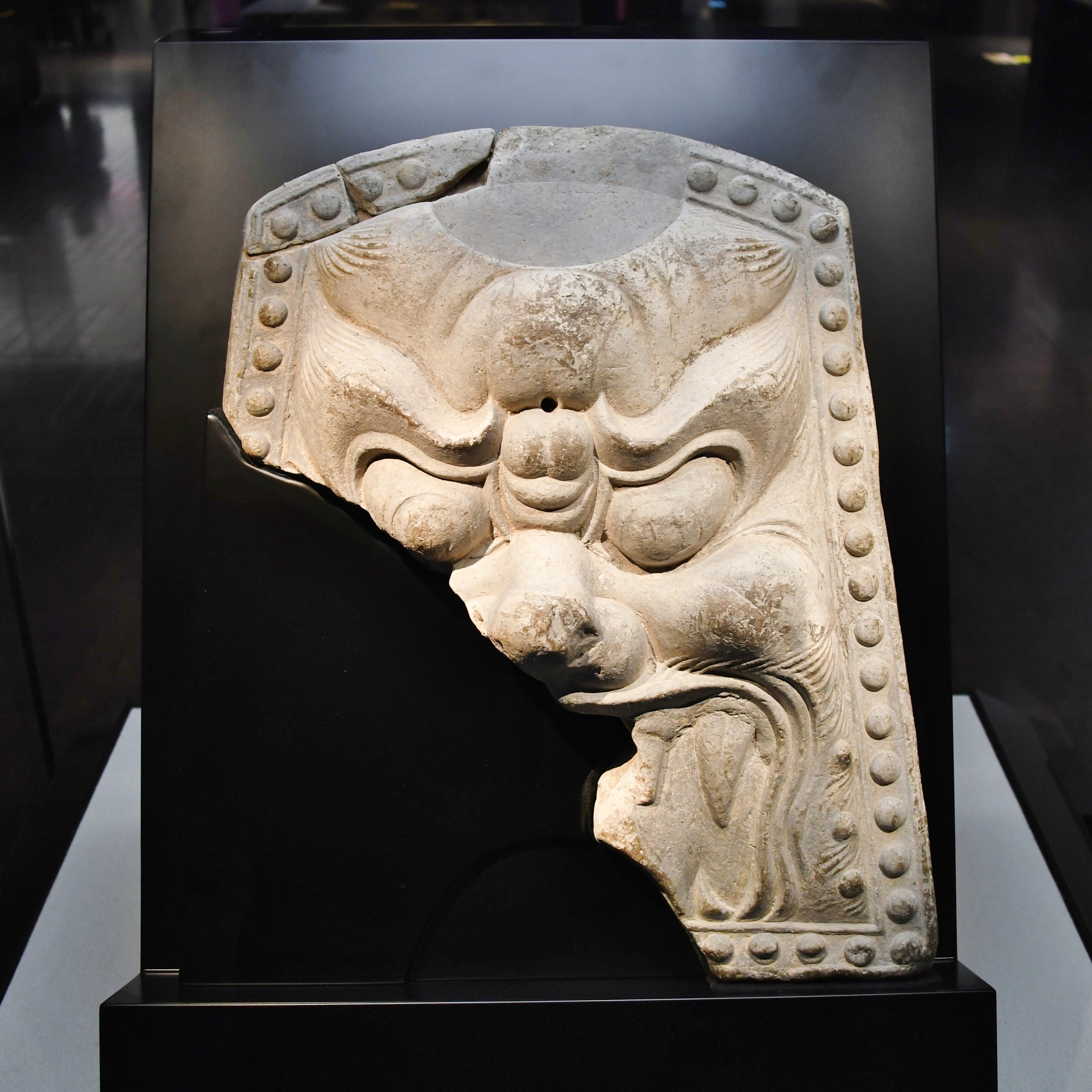
鬼瓦（国の重要文化財）九州国立博物館展示。

- 大宰府跡出土木簡 111点（古文書） - 九州歴史資料館保管。2019年（令和元年）7月23日指定[23]。
- 鬼瓦（考古資料） - 福岡県筑紫郡太宰府町都府楼阯出土。福岡県立アジア文化交流センター保管。1959年（昭和34年）12月18日指定[24]。
- 蓮華唐花文塼（考古資料） - 福岡県筑紫郡太宰府町大字観世音寺出土。所有者は太宰府天満宮。1961年（昭和36年）6月30日指定[25]。
- 福岡県大宰府跡出土品（考古資料） - 政庁跡・条坊跡、寺院跡および水城跡・大野城跡の主な出土品を一括。明細は後出。九州歴史資料館保管。2023年（令和5年）6月27日指定[26]。

### 国の史跡
- 大宰府学校院跡 - 1970年（昭和45年）9月21日指定[27]

### 太宰府市指定文化財
- 有形文化財
  - 鬼瓦（考古資料） - 大宰府展示館保管。1984年（昭和59年）10月8日指定。

政庁跡・条坊跡出土
- 瓦塼 117点
- 陶磁器・土器 912点
- 漆紙文書残欠 1点
- 墨書土器・刻書土器・刻書瓦 72点
- 土製品 150点
- 石製品 24点
- 木製品 34点
- 金属製品 63点
- ガラス瓶残欠 1点
- 簪 1点
- 漆漉布残欠 1点
- 瓦塼・土管 47点

寺院跡出土
- 陶磁器・土器 191点
- 漆紙文書残欠 1点
- 墨書土器・刻書土器 34点
- 土製品 32点
- 石製品 8点
- 金属製品 3点

水城跡・大野城跡出土
- 瓦塼 18点
- 陶磁器・土器 1点
- 墨書土器 1点
- 砥石残欠 1点
- 刻書木柱残欠 1点
- 金属製品 16点

## 史跡公園「大宰府政庁跡」

### 花の見頃など
- ウメ（2月〜3月）
- サクラ（3月下旬）
- アジサイ（6月）
- 初夏の夜はホタルが見られる

### 大規模イベント
- 太宰府市民政庁まつり（毎年10月）
- 不定期に、薪能、第九演奏会などが開催されることもある。
- 2002年（平成14年）10月5日に、南こうせつ・海援隊・谷村新司・さだまさしが『ゆめ未来コンサート 都府楼の歌人たち』を開催。
- 2015年（平成27年）10月31日に、ももいろクローバーZがコンサート『水城・大野城築造 竈門神社創建1350年 九州国立博物館 開館10周年 日本遺産認定記念 ももクロ男祭り2015 in 太宰府』を開催。最後には、本人たちが近隣にある太宰府天満宮の本殿前に移動し、特設ステージを設けて歌唱奉納を行った[28]。

### 交通
鉄道
- 西鉄天神大牟田線 都府楼前駅から徒歩11分（900m）

バス
- 都府楼前駅からまほろば号北谷回り・内山ゆき、若しくは太宰府駅、西鉄五条駅からまほろば号都府楼前駅ゆきに乗車し「大宰府政庁跡」下車すぐ
- ■博多駅から西鉄バス400系統に乗車し「筑陽学園前」下車、北へ徒歩5分 （420m）
- 博多バスターミナル・福岡空港から西鉄バス「太宰府ライナーバス旅人」に乗車し「大宰府政庁跡」下車すぐ。

自家用車
- 九州自動車道 太宰府インターチェンジから3km。
- 駐車場あり。ただし狭く、政庁跡周辺は駐車禁止なので公共交通機関の利用を勧める。

### 周辺情報
- 大宰府展示館
- 月山（漏刻・水時計）
- 坂本八幡宮
- 通古賀近隣公園
- 太宰府市民の森
- 四王寺山登山
- 水城跡
- 都府楼南駅